# Anton Viskup
Anton Viskup (* 25. April 1953 in Bratislava) ist ein slowakischer Komponist, Kontrabassist und Musikdramaturg.

## Leben
Unmittelbar nach der Niederschlagung des Prager Frühlings begann Anton Viskup im Alter von fünfzehn Jahren 1968 am Konservatorium Bratislava bei Karol Illek seine Ausbildung als Kontrabassist, die er 1974–1978 an der Akademie der Darstellenden Künste, der nunmehrigen Hochschule für Musische Künste Bratislava (Vysoká škola múzických umení v Bratislave – VŠMU), fortsetzte. Bereits ab 1973 spielte er Kontrabass in verschiedenen Orchestern. 1979/1980 nahm er privat Stunden in Kontrapunkt und Formenlehre bei Juraj Pospíšil. 1980–1985 absolvierte er ein Kompositionsstudium bei Alois Piňos-Simandl an der Janáček-Akademie für Musik und Darstellende Kunst (JAMU) in Brünn. Noch während dieser Zeit übernahm er eine Lehrstelle für Kontrabass und Kammermusik am Bratislavaer Konservatorium. 1996–2001 und 2003–2013 war Viskup Programmdirektor der Slowakischen Philharmonie. Als Dramaturg zeichnete er auch als Mitherausgeber mehrerer Bücher in Zusammenhang mit slowakischen Musikthemen, etwa zur Geschichte des Slowakischen Kammerorchesters und des Moyzes Quartetts.

## Werke (Auswahl)

### Ballett
- Neznámy (Unbekannt). Libretto: Jozef Dolinský (1989)

### Orchesterwerke
- Elegie für 60 Streichinstrumente (1976)
- Requiem (1979)
- Epilog (1980)
- De vita et nocte. Sinfonisches Fresko (1983)
- Sinfonie in D (1984)

### Streichorchester
- Sinfonie in G „Camerata“ (2008)

### Soloinstrument und Orchester
- Konzertstück für Klarinette und Orchester (1983)
- Kammerkonzert für Flöte und Orchester (1984)
- Konzert für Violoncello und Orchester (1985)
- Kammerkonzert für Viola und dreizehn Streichinstrumente (1987)
- Kammerkonzert für Bassklarinette und Streichorchester (1990)

### Duo und Kammermusik
- Streichquartett Nr. 1 (1980)
- Dialog für Oboe und Klavier (1981)
- Sonátová časť (Sonatensatz) für Kontrabass und Klavier (1982)
- Streichquartett Nr. 2 (1982)
- Kontradikcie (Widersprüche) für Oboe, Fagott, Violoncello und Klavier (1983)
- Nonett (1983)
- Sonate für Violoncello und Klavier (1986)
- Zrkadlá (Spiegel) für Viola und Klavier (1986, rev. 1989)
- Streichquartett Nr. 3 (1987, rev. vor 2003)
- Streichtrio (1988)
- Streichquartett Nr. 4 (2005)

### Soloinstrument
- Aforizmy (Aphorismen) für Harfe (1988)
- Präludien. Vier Temperamente für Klavier (2004)
- Hudba k vernisáži (Musik zu einer Vernissage) für Klavier (2005)

### Gesangsstimme und Instrumente
- Drei Lieder nach Gedichten von Paul Verlaine für Sopran und Kammerensemble (1984)
- Zwei Gedichte von Boris Pasternak für Bariton und Bläserquintett (1987)